# Luv Your Life
Luv Your Life és el tercer senzill de l'àlbum Diorama del grup de música rock Silverchair. El seu llançament es va produir el 2002 juntament amb un videoclip d'animació.
Es tracta del seu primer videoclip d'animació, en el qual hi apareixen els membres del grup representats per personatges animats. El motiu principal recau en què durant aquesta època, Daniel Johns estava incapacitat a causa d'una artritis reactiva que l'obligava a descansar i a fer un dur tractament. En el videoclip, dirigit per Steve Scott i James Littlemore, es pot comprovar com els personatges que representen a Chris Joannou i Ben Gillies estan més reeixits i els seus moviments són més reals que els de Daniel Johns, a causa del fet que el bateria i el baix del grup van participar en algunes captures de moviment per realitzar el vídeo.

## Llista de cançons
CD Senzill AUS (ELEVENCD10)
1. "Luv Your Life"
2. "The Greatest View" (a Rove Live)
3. "Without You" (a Rove Live)
4. "Rove Live interview with Daniel Johns (audio)"
5. "Rove Live interview with Daniel Johns (video)"

- Excepte la primera cançons, les altres es van gravar en el convert Rove Live celebrat el 2 d'abril de 2002.

Promo vinil 7" AUS (500 còpies) (ELEVENV10)
1. "Luv Your Life"
2. "Luv Your Life (Van Dyke Parks Premix)"

CD Senzill UK (7567853812)
1. "Luv Your Life"
2. "Asylum"
3. "Hollywood"
4. "Ramble"